# Alexander Petrowitsch Kusnezow
Alexander Petrowitsch Kusnezow (russisch Александр Петрович Кузнецов; * 23. Juli 1913 in Moskau; † 1. Juli 1982 ebenda) war ein russischer Schachkomponist. Er war nicht mit Anatoli Georgijewitsch Kusnezow verwandt.

## Schachkomposition
Kusnezow begann 1929 mit dem Komponieren von Schachaufgaben wechselte aber sehr bald in die Studienkomposition, welche damals die sogenannte Romantik durchlebte, in der ungewöhnliche Stellungen mit paradoxen Ideen Mode waren. Seine erste Studie erschien 1930 in der Leningrader Zeitung Krasnaja Gaseta. Insgesamt veröffentlichte er etwa 430 Kompositionen, darunter 300 Studien.
1966 wurde er Internationaler Preisrichter für Schachkomposition und 1973 Internationaler Meister für Schachkompositionen. Von 1963 bis 1971 betreute er die Studienabteilung von Schachmaty w SSSR. Im olympischen Wettbewerb 1964 gewann Kusnezow zusammen mit Filip Semjonowitsch Bondarenko für den mit Kasanzew geteilten 1.–2. Preis die Goldmedaille. Er gewann 15 erste Preise. In seinen Studien strebte Kusnezow laut Karpow nach der maximalen Ausdruckskraft des Gedankens.

## Privates
Kusnezow arbeitete in den 1960er Jahren als Techniker im Gartenbau, später dann als Warensachverständiger.